# Абхазская государственная филармония
Абхазская государственная филармония имени Раждена Гумба — филармония Республики Абхазия, носящая имя абхазского композитора и народного артиста Абхазии, заслуженного деятеля искусств Абхазской АССР Раждена Гумба. Расположена в городе Сухуме.

## Здание
Филармония располагается в здание в стиле неоклассицизма, введённое в эксплуатацию в 1947, архитекторы С. Цинцабадзе, Н. Камоев. Филармония построена на месте собора Святого Александра Невского. Реконструкция была проведена в 2009.

## Исполнители
Солисты Абхазской государственной филармонии — народные артисты Республики Абхазия А. Отырба, М. Шамба, Н. Бжания, М.Шакая, А.Авидзба, Б.Амичба, Л.Логуа, заслуженные артисты Г. Татевосян, Л.Гаделия, А.Шакая, Г.Авидзба, народный артист В. Чакмач-ипа (1947—2013) и другие.
При филармонии также действует:
— эстрадная группа «Апсны» под руководством народного артиста Республики Абхазия Н. Сагария. ВИА «Апсны-67» был создан в 1967 году.
Основатель ансамбля — народный артист Абхазии Ш. А. Вардания. Художественный руководитель-композитор Ю.Герия. Музыкальный руководитель — заслуженный артист Абхазии Роберт Митичян
— Ансамбль народных инструментов «Гунда» (1977).
На сцене филармонии выступают творческие коллективы республики, известные артисты ближнего и дальнего зарубежья, а также известные оперные певицы — Хибла Герзмава и Алиса Гицба.

## История
Здание Абхазской государственной филармонии было построено в 1947 году, а официальное открытие состоялось в 15 апреля 1949 году.
В период с 1965—1987 были созданы и успешно работали 19 творческих коллективов разного жанра и направлений, среди которых, такие коллективы как «Райда», «Приезжайте к нам в Сухум», детский кукольный театр, Абхазский театр сатиры и юмора «Чарирама» и др.
На сцене филармонии выступали известные деятели и творческие коллективы Абхазии, России, республик бывшего Советского Союза и зарубежья. Созданный при Абхазской государственной филармонии вокально-инструментальный девичий ансамбль «Гунда» является одним из профессиональных коллективов, где звучат абхазские народные инструменты: аюмаа, ахымаа, апхьарца, адал, ачамгур.
В период грузино-абхазских войн 1992—1993 годов филармония сильно пострадала, но после вновь становится центром деятельности творческих коллективов и ведущих исполнителей.
18 февраля 2009 года здание филармонии было вновь открыто после реконструкции. Здание отремонтировано, оснащено современным сценическим оборудованием и отвечает всем профессиональным требованиям сегодняшнего дня.
31 октября 2011 года приказом министра культуры Абхазии Бадры Гунба директор филармонии Борис Амичба был освобождён от занимаемой должности в связи с выходом на пенсию. Исполняющим обязанности директора назначен Руслан Хаджимба (с 2014 года — директор).

## Мероприятия
На базе филармонии проходят республиканские смотры-концерты фольклорных ансамблей Абхазии «Раида», Фестиваль «Адзыхь», Джазовый фестиваль «СУХУМ — АҞƏА JAZZ FEST».